# Samuel Zauber
Samuel Zauber (Timişoara, 1 de janeiro de 1901 - Jerusalém 10 de junho de 1986) foi um futebolista romeno que competiu na Copa do Mundo FIFA de 1930.